# Josiah Wedgwood
För andra betydelser, se Josiah Wedgwood (olika betydelser).
Josiah Wedgwood, född 12 juli 1730 i Burslem, Stoke-on-Trent, Staffordshire, död 3 januari 1795 i Etruria, Stoke-on-Trent, Staffordshire, var en brittisk keramiker och industrialist. 

## Biografi
Wedgwood var morfar till den berömde evolutionsteoretikern Charles Darwin och far till Josiah Wedgwood II, som i sin tur var far till Emma Wedgwood, som 1838 gifte sig med sin kusin Charles Darwin. Bland hans ättlingar märks även politikern Josiah Wedgwood, 1:e baron Wedgwood. 
Han arbetade vid familjens keramikfabrik i Churchyard Works. Läkarna tvingades amputera hans högra ben sedan han drabbats av smittkoppor och under konvalescensen ägnade han sig åt forskning och experiment. Han uppfann 1762 flintporslinet vilket gav honom ekonomiska förutsättningar till att starta en affärsverksamhet i Burslem i Staffordshire i början på 1760-talet. Denna verksamhet, som tillverkade köksporslin och liknande objekt under varunamnet Wedgwood, hade sin berömda fabrik (grundad 1769) i Etruria, en del av dagens Stoke-on-Trent. Där tillverkade han sitt oglaserade blå eller gröna stengods, som var prytt med vita figurer i relief och han använde sig av pigment som var hans egen uppfinning.